# Giochi europei indoor 1968
I III Giochi europei indoor si sono svolti presso il Palacio de Deportes de la Comunidad de Madrid in Spagna dal 9 al 10 marzo 1968. 
Si disputarono ventitré gare, delle quali quattordici maschili e nove femminili. Rispetto all'edizione precedente le uniche differenze riguardarono le staffette: gli uomini corsero una singolare staffetta 4×364, mentre la lunghezza complessiva della staffetta svedese fu di 1820 metri. Rimase invece inalterata la staffetta 3×1000 metri. In questa edizione le donne corsero le staffette sulle stesse distanze di quelle maschili, con l'eccezione della 3×1000, non in programma per le donne.

## Risultati

### Uomini
| Specialità | Oro                                                                                | Prestazione | Argento                                                                          | Prestazione | Bronzo                                                                                 | Prestazione |
| Corse piane |                                                                                    |             |                                                                                  |             |                                                                                        |             |
| 50 metri | Jobst Hirscht                                                                      | 5"77        | Bob Frith                                                                        | 5"83        | Günter Gollos                                                                          | 5"83        |
| 400 metri | Andrzej Badeński                                                                   | 47"09       | Aleksandr Bratchikov                                                             | 47"3        | Jan Balachowski                                                                        | 47"3        |
| 800 metri | Noel Carroll                                                                       | 1'56"66     | Alberto Estebán                                                                  | 1'57"7      | Sergey Kryuchok                                                                        | 1'58"1      |
| 1.500 metri | John Whetton                                                                       | 3'50"99     | José María Morera                                                                | 3'51"7      | Igor Potapchenko                                                                       | 3'51"9      |
| 3.000 metri | Viktor Kudinskiy                                                                   | 8'10"27     | Bernd Diessner                                                                   | 8'11"8      | Wolfgang Zur                                                                           | 8'11"8      |
| Corse a ostacoli |                                                                                    |             |                                                                                  |             |                                                                                        |             |
| 50 metri ostacoli | Eddy Ottoz                                                                         | 6"57        | Günther Nickel                                                                   | 6"68        | Milan Kotík                                                                            | 6"73        |
| Salti |                                                                                    |             |                                                                                  |             |                                                                                        |             |
| Salto in alto | Valeriy Skvortsov                                                                  | 2,17 m =    | Valentin Gavrilov                                                                | 2,17 m =    | Kenneth Lundmark                                                                       | 2,14 m      |
| Salto con l'asta | Wolfgang Nordwig                                                                   | 5,20 m      | Gennadiy Bliznetsov                                                              | 5,10 m      | Jörge Milack                                                                           | 5,00 m      |
| Salto in lungo | Igor' Ter-Ovanesjan                                                                | 8,16 m      | Tõnu Lepik                                                                       | 7,87 m      | Bernhard Stierle                                                                       | 7,59 m      |
| Salto triplo | Nikolay Dudkin                                                                     | 16,71 m     | Viktor Saneev                                                                    | 16,69 m     | Luis Felipe Areta                                                                      | 16,47 m     |
| Lanci |                                                                                    |             |                                                                                  |             |                                                                                        |             |
| Getto del peso | Heinfried Birlenbach                                                               | 18,65 m     | Władysław Komar                                                                  | 18,40 m     | Nikolay Karasyov                                                                       | 18,35 m     |
| Staffette |                                                                                    |             |                                                                                  |             |                                                                                        |             |
| Staffetta 4×364 metri | Polonia Waldemar Korycki Jan Balachowski Jan Werner Andrzej Badeński               | 2'48"9      | Germania Ovest Horst Daverkausen Peter Bernreuther Ingo Roper Martin Jellinghaus | 2'49"70     | Unione Sovietica Boris Savchuk Vassiliy Anisimov Sergey Abalichin Aleksandr Bratchikov | 2'51"1      |
| Staffetta svedese (1820 metri) | Unione Sovietica Alexander Lebedyev Boris Savchuk Igor Potapchenko Sergey Kryuchek | 3'52"2      | Polonia Marian Dudziak Waldemar Korycki Andrzej Badeński Edmund Borowski         | 3'54"6      | Spagna José Luis Sánchez-Paraiso Ramon Magarinos Alfonso Gabernet José María Reina     | 4'02"8      |
| Staffetta 3×1000 metri | Unione Sovietica Michail Shelobovskiy Oleg Rayko Anatoliy Verlan                   | 7'13"6      | Spagna Alberto Esteban Enrique Bondia Virgilio González                          | 7'23"6      | Cecoslovacchia Pavel Hruska Ján Kasal Miroslav Juza                                    | 7'40"2      |
| record mondiale; record mondiale stagionale; record europeo; record europeo stagionale; record dei campionati; record nazionale; record personale; record personale stagionale. |                                                                                    |             |                                                                                  |             |                                                                                        |             |

### Donne
| Specialità | Oro                                                                             | Prestazione | Argento                                                                       | Prestazione                                | Bronzo                                        | Prestazione                                   |
| Corse piane |                                                                                 |             |                                                                               |                                            |                                               |                                               |
| 50 metri | Sylviane Telliez                                                                | 6"29        | Erika Rost                                                                    | 6"43                                       | Hannelore Trabert                             | 6"46                                          |
| 400 metri | Natal'ja Pečënkina                                                              | 55"29       | Gisela Köpke                                                                  | 56"2                                       | Tatyana Arnautova                             | 56"3                                          |
| 800 metri | Karin Burneleit                                                                 | 2'07"65     | Alla Kolesnikova                                                              | 2'08"3                                     | Valentina Lukyanova                           | 2'09"4                                        |
| Corse a ostacoli |                                                                                 |             |                                                                               |                                            |                                               |                                               |
| 50 metri ostacoli | Karin Balzer                                                                    | 7"08        | Bärbel Weidlich                                                               | 7"12                                       | Lyudmila Iyevleva                             | 7"14                                          |
| Salti |                                                                                 |             |                                                                               |                                            |                                               |                                               |
| Salto in alto | Rita Schmidt                                                                    | 1,84 m      | Virginia Bonci                                                                | 1,76 m                                     | Antonina Okorokova                            | 1,76 m                                        |
| Salto in lungo | Berit Berthelsen                                                                | 6,43 m      | Bärbel Löhnert                                                                | 6,23 m                                     | Viorica Viscopoleanu                          | 6,23 m                                        |
| Lanci |                                                                                 |             |                                                                               |                                            |                                               |                                               |
| Getto del peso | Nadežda Čižova                                                                  | 18,18 m     | Margitta Gummel                                                               | 17,62 m                                    | Marita Lange                                  | 17,19 m                                       |
| Staffette |                                                                                 |             |                                                                               |                                            |                                               |                                               |
| Staffetta 4×364 metri | Germania Ovest Renate Meyer Hannelore Trabert Christa Elsler Erika Rost         | 1'28"8      | Ha terminato la gara solamente una squadra                                    | Ha terminato la gara solamente una squadra | Ha terminato la gara solamente una squadra    | Ha terminato la gara solamente una squadra    |
| Staffetta svedese (1820 metri) | Unione Sovietica Liliya Tkachenko Vera Popkova Nadeshda Syeropegina Anna Zimina | 4'28"4      | Cecoslovacchia Eva Putnová Vlasta Seifertová Libuše Macounová Emilie Ovadková | 4'39"0                                     | Hanno terminato la gara solamente due squadre | Hanno terminato la gara solamente due squadre |
| record mondiale; record mondiale stagionale; record europeo; record europeo stagionale; record dei campionati; record nazionale; record personale; record personale stagionale. |                                                                                 |             |                                                                               |                                            |                                               |                                               |

## Medagliere
Legenda
     Paese ospitante
| Posizione | Paese            | Oro | Argento | Bronzo | Totale |
| --------- | ---------------- | --- | ------- | ------ | ------ |
| 1         | Unione Sovietica | 9   | 6       | 8      | 23     |
| 2         | Germania Est     | 4   | 4       | 3      | 11     |
| 3         | Germania Ovest   | 3   | 4       | 3      | 10     |
| 4         | Polonia          | 2   | 2       | 1      | 5      |
| 5         | Regno Unito      | 1   | 1       | 0      | 2      |
| 6         | Francia          | 1   | 0       | 0      | 1      |
| 6         | Irlanda          | 1   | 0       | 0      | 1      |
| 6         | Italia           | 1   | 0       | 0      | 1      |
| 6         | Norvegia         | 1   | 0       | 0      | 1      |
| 10        | Spagna           | 0   | 3       | 2      | 5      |
| 11        | Cecoslovacchia   | 0   | 1       | 2      | 3      |
| 12        | Romania          | 0   | 1       | 1      | 2      |
| 13        | Svezia           | 0   | 0       | 1      | 1      |
| Totale    | Totale           | 23  | 22      | 21     | 66     |